# Joey O’Brien
Joseph „Joey” Martin O’Brien (ur. 17 lutego 1986 w Dublinie) – irlandzki piłkarz grający na pozycji skrzydłowego pomocnika.
Joey urodził się w Dublinie, ale karierę zaczął w Bolton Wanderers F.C. Trafiając do niego został graczem kadry juniorskiej. Minęło zaledwie kilka tygodni i przedostał się o szczebel wyżej, gdzie zadebiutował 21 września 2004 w meczu przeciwko Yeovil Town FC. Młody nastolatek niedługo potem został pozyskany przez Sheffield Wednesday, do którego był wypożyczony dokładnie trzy miesiące po rozpoczęciu zawodowej kariery. W klubie z Sheffield spędził rok. Kiedy wypożyczenie na roczny transfer wygasło to w maju 2005 chciał go kupić do siebie zespół Everton FC. Klub jednak nie sprostał wymaganiom młodego gracza, który został w macierzystym zespole. Jest podstawowym graczem drużyny.
30 lipca 2011 roku podpisał kontrakt z West Hamem United.